# Нарусэ, Микио
Микио Нарусэ (яп. 成瀬 巳喜男 Нарусэ Микио, 20 августа 1905, Токио — 2 июля 1969, там же) — японский кинорежиссёр, сценарист и продюсер, снявший 89 фильмов в период с окончания эры немого кино (1930) до шестидесятых годов (1967). Его современниками были Ясудзиро Одзу и Кэндзи Мидзогути. Все трое считаются наиболее выдающимися японскими режиссёрами своего времени, правда, работы Нарусэ остаются сравнительно мало известными за пределами Японии.
Фильмам Нарусэ, нередко наполненных безрадостными, пессимистическими событиями, свойственно завершение, оставляющее надежду на лучшее. Он снимал преимущественно сёмин-гэки (драмы о жизни рабочего класса) с главными женскими образами, роли которых исполняли такие актрисы, как Хидэко Такаминэ, Кинуё Танака и Сэцуко Хара. Из-за его концентрации на семейных отношениях и пересечении традиционной и современной японских культур, его фильмы часто сравнивают с работами Одзу.
Акира Куросава сравнивал стиль Нарусэ с «огромной рекой: тихой на поверхности, но неистовой в своих глубинах».

## Биография
Микио Нарусэ родился в Токио в 1905 году. Много лет он работал в компании Сётику под руководством Сидо Кидо управляющим недвижимостью, а позже — помощником режиссёра. Ему не удавалось получить разрешение самому снять фильм вплоть до 1930 года, когда он закончил работу над своим дебютным проектом «Супружеская пикировка» (Chanbara fūfū).
К примечательным ранним работам Нарусэ относится фильм «Маленький человек, старайся!» (Koshiben gambare, 1931), в котором он объединил мелодраму с фарсом, пытаясь выполнить требования студии Каматы. В 1933 он ушёл из Сётику и стал работать в Фотохимической лаборатории, позже известной как студия Тохо.
В Тохо на протяжении 1930-х годов ему удалось достичь одновременно и признания критиков, и коммерческого успеха, кульминацией чего стал первый большой фильм Нарусэ «Жена! Будь как роза!» (Tsuma yo Bara no Yo ni, 1935). Фильм выиграл премию Кинэма Дзюнпо и стал первым японским фильмом, выпущенным в прокат в США, где он не имел успеха. Фильм рассказывает о молодой женщине, отец которой много лет назад бросил семью ради гейши. Как часто бывает в фильмах Нарусэ, образ «другой женщины» сделан тонко и сочувственно: впоследствии, когда дочь навещает отца в далёкой горной деревне, оказывается, что вторая жена гораздо больше подходит ему, чем первая. Дочь уводит отца с собой, чтобы уладить вопрос со своим собственным браком, но его встреча с первой женой — мрачной поэтессой — оборачивается полной неудачей: между ними нет ничего общего, после чего отец возвращается ко второй жене.
В военные годы Нарусэ прошёл через разрыв отношений со своей женой Сатико Киба, сыгравшей главную роль в фильме «Жена! Будь как роза!». Нарусэ впоследствии упоминал, что из-за этих событий у него начался период длительного спада. Послевоенный период принёс ему больше совместной работы, когда он начал ставить фильмы по чужим сценариям. К выдающимся успехам этого периода можно отнести такие фильмы, как «Мать» (Okasan, 1952, премия Голубая лента лучшему режиссёру), реалистичный взгляд на семейную жизнь в послевоенный период, который был выпущен во французский прокат, и фильм 1955 года «Плывущие облака» (Ukigomo, премия Голубая лента за лучший фильм), история обречённой любви, снятая, как и многие другие фильмы Нарусэ, по роману Фумико Хаяси.
Фильм «Когда женщина поднимается по лестнице» (Onna ga kaidan o agaru, 1960) рассказывает историю стареющей хозяйки бара, пытающейся приспособиться к современной жизни. Фильм примечателен почти полным отсутствием крупных планов и натурных сцен. Фильм «Размётанные облака» (Miidaregumo, 1967), ставший последним для Нарусэ, считается одной из величайших его работ. Это история обречённой любви между вдовой и водителем, который случайно убил её мужа. Фильм был снят за 2 года до смерти режиссёра.

## Характеристика
Нарусэ присуща детальная иллюстрация японской концепции моно-но аварэ, очарования вещей, и лёгкой грусти из-за их мимолётности.
В фильмах Нарусэ обычно довольно простые сценарии с минимальным количеством диалогов, ненавязчивая операторская работа и неброская художественная постановка. Ранним фильмам Нарусэ свойственен более экспериментальный, экспрессионистский стиль, однако более известен стиль его поздних работ: умышленно медленный и неторопливый, с нарочито преувеличенным драматизмом ежедневных испытаний обычных японских людей и максимальной свободой действий, предоставляемой актёрам для изображения тонких психологических нюансов в каждом взгляде, жесте, движении.
Также известна экономность Нарусэ. Он часто использовал технические приёмы, избегаемые другими режиссёрами, но позволяющие сохранить деньги и время, требуемое на производство фильма. Например, отдельно снимал актёров, произносящих свои диалоги, а затем соединял их в хронологическим порядке при монтаже (это позволяло сократить расход плёнки, требуемой на съёмку каждого дубля и снять всю сцену диалога одной камерой). Наверно, неслучайно, деньги — главная тема во многих фильмах Нарусэ, в чём, вероятно, отражается его собственный детский опыт нищенской жизни. Особенно острой темой в его фильмах являются семейные финансовые проблемы, как в фильме «Косметика Гиндзы» (1951), где главной героине в итоге приходится содержать всех своих родственников, работая в баре, или «Сердце жены» (1956), где пара лишается банковского кредита из-за мошенничества со стороны родственников.

## Фильмография
| Фильмография Микио Нарусэ | Фильмография Микио Нарусэ | Фильмография Микио Нарусэ        | Фильмография Микио Нарусэ                 | Фильмография Микио Нарусэ                                                                  |
| Год                       | Оригинальное название     | Название на ромадзи              | Название на русском                       | Примечания                                                                                 |
| ------------------------- | ------------------------- | -------------------------------- | ----------------------------------------- | ------------------------------------------------------------------------------------------ |
| Немые фильмы 1930-х       |                           |                                  |                                           |                                                                                            |
| 1930                      | チャンバラ夫婦            | Chambara fufu                    | Воинственные супруги                      | первый фильм Нарусэ; утерян                                                                |
| 1930                      | 純情                      | Junjo                            | Чистая любовь                             | утерян                                                                                     |
| 1930                      | 不景気時代                | Fukeiki jidai                    | Тяжёлые времена                           | утерян                                                                                     |
| 1930                      | 愛は力だ                  | Ai ha chikara da                 | Любовь — это сила                         | утерян                                                                                     |
| 1930                      | 押切新婚記                | Oshikiri shinkonki               | Отчёт о бесстыдных новобрачных            | утерян                                                                                     |
| 1931                      | ねえ興奮しちゃいやよ      | Nee kofun shicha iya yo          | Только не волнуйся                        | утерян                                                                                     |
| 1931                      | 二階の悲鳴                | Nikai no himei                   | Крики со второго этажа                    | утерян                                                                                     |
| 1931                      | 腰弁頑張れ                | Koshiben gambare                 | Маленький человек, старайся!              | к/м; самый ранний из сохранившихся фильмов Нарусэ                                          |
| 1931                      | 浮気は汽車に乗って        | Uwaki wa kisha ni notte          | Непостоянство садится в поезд             | утерян                                                                                     |
| 1931                      | 髭の力                    | Hige no chikara                  | Сила усов                                 | утерян                                                                                     |
| 1931                      | 隣の屋根の下              | Tonare no yani no shita          | Под крышей соседей                        | утерян                                                                                     |
| 1932                      | 女は袂を御用心            | Onna wa tamoto o goyojin         | Дамы, берегитесь своих рукавов            | утерян                                                                                     |
| 1932                      | 青空に泣く                | Aozora ni naku                   | Взывая к синим небесам                    | утерян                                                                                     |
| 1932                      | 偉くなれ                  | Eraku nare                       | Будь велик!                               | утерян                                                                                     |
| 1932                      | チョコレートガール        | Chokoreito garu                  | Шоколадная девушка                        | утерян                                                                                     |
| 1932                      | 生さぬ仲                  | Nasanu naka                      | Не родственники                           |                                                                                            |
| 1932                      | 菓子のある東京風景        | Kashi no aru Tokyo no fûkei      | Пейзаж Токио с тортом                     | к/м рекламный фильм; утерян                                                                |
| 1932                      | 蝕める春                  | Mushibameru haru                 | Траченная молью весна                     | утерян                                                                                     |
| 1933                      | 君と別れて                | Kimi to wakarete                 | С тобой мы в разлуке                      |                                                                                            |
| 1933                      | 夜ごとの夢                | Yogoto no yume                   | Еженощные грёзы                           |                                                                                            |
| 1933                      | 僕の丸髷                  | Boku no marumage                 | Причёска замужней женщины                 | утерян                                                                                     |
| 1933                      | 双眸                      | Sobo                             | Два глаза                                 | утерян                                                                                     |
| 1933                      | 謹賀新年                  | Kingashinnen                     | С Новым годом!                            | утерян                                                                                     |
| 1934                      | 限りなき舗道              | Kagirinaki hodo                  | Улица без конца                           | последний немой фильм Нарусэ                                                               |
| Звуковые фильмы 1930-х    |                           |                                  |                                           |                                                                                            |
| 1935                      | 乙女ごころ三人姉妹        | Otome-gokoro — Sannin-shimai     | Три сестры, чистые в своих помыслах       |                                                                                            |
| 1935                      | 女優と詩人                | Joyu to shijin                   | Актриса и поэт                            |                                                                                            |
| 1935                      | 妻よ薔薇のやうに          | Tsuma yo bara no yo ni           | Жена! Будь как роза!                      |                                                                                            |
| 1935                      | サーカス五人組            | Saakasu goningumi                | Пять человек в цирке                      |                                                                                            |
| 1935                      | 噂の娘                    | Uwase no musume                  | Девушка и молва                           |                                                                                            |
| 1936                      | 桃中軒雲右衛門            | Tochuken Kumoemon                | Тотюкэн Кумоэмон                          |                                                                                            |
| 1936                      | 君と行く路                | Kimi to yuku michi               | Дорога, по которой я путешествую с тобой  |                                                                                            |
| 1936                      | 朝の並木路                | Asa no namikimichi               | Утренняя аллея                            |                                                                                            |
| 1937                      | 女人哀愁                  | Nyonin aishu                     | Женские печали                            |                                                                                            |
| 1937                      | 雪崩                      | Nadare                           | Лавина                                    |                                                                                            |
| 1937                      | 禍福 前篇                 | Kafuku zempen                    | Изучая по опыту. Часть I                  |                                                                                            |
| 1937                      | 禍福 後篇                 | Kafuku kôhen                     | Изучая по опыту. Часть II                 |                                                                                            |
| 1938                      | 鶴八鶴次郎                | Tsuruhachi Tsurujiro             | Цурухати и Цурудзиро                      |                                                                                            |
| 1939                      | はたらく一家              | Hatarakku ikka                   | Вся семья работает                        |                                                                                            |
| 1939                      | まごころ                  | Magokoro                         | Искренность                               |                                                                                            |
| Фильмы 1940-х             |                           |                                  |                                           |                                                                                            |
| 1940                      | 旅役者                    | Tabi yakusha                     | Бродячие актёры                           |                                                                                            |
| 1941                      | なつかしの顔              | Natsukashi no kao                | Лицо из прошлого                          |                                                                                            |
| 1941                      | 上海の月                  | Shanhai no tsuki                 | Шанхайская луна                           | сохранился не полностью                                                                    |
| 1941                      | 秀子の車掌さん            | Hideki no Shasho-San             | Хидэко, кондукторша автобуса              |                                                                                            |
| 1942                      | 母は死なず                | Haha wa shinazu                  | Мама не умрёт                             |                                                                                            |
| 1943                      | 歌行燈                    | Uta andon                        | Песенный фонарь                           |                                                                                            |
| 1944                      | 楽しき哉人生              | Tanoshiki kana jinsei            | Такая прекрасная жизнь                    |                                                                                            |
| 1944                      | 芝居道                    | Shibaido                         | Миссия театра                             |                                                                                            |
| 1945                      | 勝利の日まで              | Shori no hi made                 | До дня победы                             | утерян                                                                                     |
| 1945                      | 三十三間堂通し矢物語      | Sanjusangendo toshiya monogatari | История лучников Сандзюсангэн-до          |                                                                                            |
| 1946                      | 浦島太郎の後裔            | Urashima Taro no koei            | Потомки Таро Урасимы                      |                                                                                            |
| 1946                      | 俺もお前も                | Ore mo omae mo                   | И ты, и я                                 |                                                                                            |
| 1947                      | 別れも愉し                | Wakare mo tanoshi                | Даже расставание приятно                  | Часть киносборника «Четыре любовных истории» (四つの恋の物語, Yottsu no kai no monogatari) |
| 1947                      | 春のめざめ                | Haru no mezame                   | Пробуждение весны                         |                                                                                            |
| 1949                      | 不良少女                  | Furyo shojo                      | Девочка-преступница                       | утерян                                                                                     |
| Фильмы 1950-х             |                           |                                  |                                           |                                                                                            |
| 1950                      | 石中先生行状記            | Ishinaka Sensei gyojoki          | Истории, рассказанные профессором Исинака |                                                                                            |
| 1950                      | 怒りの街                  | Ikari no machi                   | Жестокий мир                              |                                                                                            |
| 1950                      | 白い野獣                  | Shiroi yaju                      | Белый зверь                               |                                                                                            |
| 1950                      | 薔薇合戦                  | Bara gessen                      | Битва роз                                 |                                                                                            |
| 1951                      | 銀座化粧                  | Ginza gesho                      | Гиндза без грима                          |                                                                                            |
| 1951                      | 舞姫                      | Maihime                          | Танцовщица                                |                                                                                            |
| 1951                      | めし                      | Meshi                            | Еда                                       |                                                                                            |
| 1952                      | お国と五平                | Okuni to Gohei                   | Окуни и Гохэй                             |                                                                                            |
| 1952                      | おかあさん                | Okasan                           | Мать                                      |                                                                                            |
| 1952                      | 稲妻                      | Inazuma                          | Молния                                    |                                                                                            |
| 1953                      | 夫婦                      | Fufu                             | Супруги                                   |                                                                                            |
| 1953                      | 妻                        | Tsuma                            | Жена                                      |                                                                                            |
| 1953                      | あにいもうと              | Ani Imoto                        | Старший брат, младшая сестра              |                                                                                            |
| 1954                      | 山の音                    | Yama no oto                      | Стон горы                                 |                                                                                            |
| 1954                      | 晩菊                      | Bangiku                          | Поздние хризантемы                        |                                                                                            |
| 1955                      | 浮雲                      | Ukigumo                          | Плывущие облака                           |                                                                                            |
| 1955                      | くちづけ                  | Kuchizuke                        | Поцелуй                                   | Часть киносборника «По-женски» (Onna Doshi)                                                |
| 1956                      | 驟雨                      | Shūu                             | Внезапный дождь                           |                                                                                            |
| 1956                      | 妻の心                    | Tsuma no kokoro                  | Сердце жены                               |                                                                                            |
| 1956                      | 流れる                    | Nagareru                         | По течению                                |                                                                                            |
| 1957                      | あらくれ                  | Arakure                          | Неугомонная                               |                                                                                            |
| 1958                      | 杏っ子                    | Anzukko                          | Абрикосик                                 |                                                                                            |
| 1958                      | 鰯雲                      | Iwashigumo                       | Перистые облака                           | цветной                                                                                    |
| 1959                      | コタンの口笛              | Kotan no kuchibue                | Свист над деревней Котан                  | цветной                                                                                    |
| Фильмы 1960-х             |                           |                                  |                                           |                                                                                            |
| 1960                      | 女が階段を上る時          | Onna ga kaidan wo agaru toki     | Когда женщина поднимается по лестнице     |                                                                                            |
| 1960                      | 娘・妻・母                | Musume tsuma haha                | Дочери, жёны, матери                      | цветной                                                                                    |
| 1960                      | 夜の流れ                  | Yoru no nagare                   | Ночной поток                              | цветной; совместно с Юдзо Кавасимой                                                        |
| 1960                      | 秋立ちぬ                  | Aki tachinu                      | Вот и осень                               |                                                                                            |
| 1961                      | 妻として女として          | Tsuma to shite onna to shite     | Быть женой, быть женщиной                 | цветной                                                                                    |
| 1962                      | 女の座                    | Onna no za                       | Бабье царство                             |                                                                                            |
| 1962                      | 放浪記                    | Hourou-ki                        | Дневник скитаний                          |                                                                                            |
| 1963                      | 女の歴史                  | Onna no rekishi                  | Судьба женщины                            |                                                                                            |
| 1964                      | 乱れる                    | Midareru                         | Смятение                                  |                                                                                            |
| 1966                      | 女の中にいる他人          | Onna no naka ni iru tanin        | Незнакомец внутри женщины                 |                                                                                            |
| 1966                      | ひき逃げ                  | Hikinige                         | Авария                                    |                                                                                            |
| 1967                      | 乱れ雲                    | Midaregumo                       | Размётанные облака                        | цветной; последний фильм Нарусэ                                                            |